# Napoli che canta (film 1930)
Napoli che canta è un film italiano del 1930, diretto da Mario Almirante.

## Trama
New York. Il figlio di un immigrato napoletano e la figlia di un magnate dell'editoria acconsentono, pur non amandosi, a un matrimonio d'interesse combinato dalle rispettive famiglie. Liberi da vincoli affettivi, si concedono reciproca libertà. Decidono quindi di partire per Napoli, l'uno all'insaputa dell'altro.